# Tony Evans (Prediger)

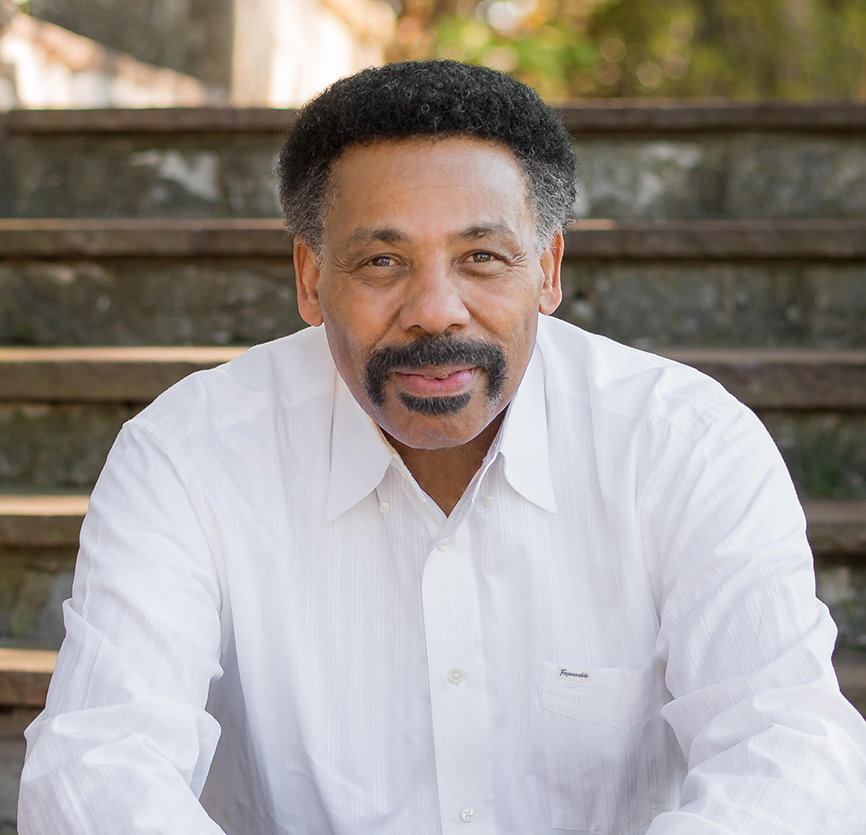
Tony Evans

Tony Evans (* 1949) ist ein US-amerikanischer evangelikaler Prediger und Pastor. Er wurde als Autor US-weit bekannt. 1982 verlieh das evangelikale Dallas Theological Seminary Evans als erstem Afroamerikaner einen Doktorgrad in Theologie. Als Dozent lehrt Evans Homiletik und Black Church Studies an diesem Seminar. Dort ist er auch Mitglied des Lehrkörpers. Im Hauptberuf ist er Seniorpastor der von ihm 1976 gegründeten Oak Cliff Bible Fellowship, einer inzwischen auf über 9000 Mitglieder angewachsenen unabhängigen evangelischen Kirchengemeinde in einem Stadtteil von Dallas. Daneben ist er Gründer der Urban Alternative, die unter anderem seine Predigten im Fernsehen überträgt, und Autor von mehr als 30 Büchern.
2017 nach dem Attentat in Charlottesville schrieb Evans zusammen mit Pastor T. D. Jakes und dem Präsidenten der Southern Baptist Convention, Steve Gaines, einen Brief an Donald Trump, in dem sie forderten, er solle konkrete Schritte gegen Rassismus in den USA unternehmen.
Evans ist seit vielen Jahren der geistliche Beistand (Chaplain) des NBA-Teams Dallas Mavericks. Er ist verwitwet und hat vier Kinder, die auch im Verkündigungsdienst tätig sind. Sein Sohn Jonathan (* 1981), ein ehemaliger Profi-Footballspieler, ist Chaplain der Dallas Cowboys, wie früher auch sein Vater. Im September 2023 gab Evans seine Verlobung bekannt.